# 우효동
우효동(禹孝東, 1970년 2월 9일 ~ )은 전 KBO 리그 쌍방울 레이더스의 선수였다. 1992년 쌍방울 레이더스에 입단하여, 1994년까지 뛰었다. 현재 한국 야구 위원회의 심판이다.
우투우타였고 포지션은 외야수였다.

## 출신 학교
- 경남고등학교
- 경성대학교